# Солтам
Солтам — Ізраїльська компанія. Корпорація «Солель-Боні» створила в 1950 р. спільне підприємство з фінською фірмою «Тампела» (Tampella; нині — Patria Vammas), з виготовлення мінометів. Згодом фіни вийшли зі справи, але назва збереглася. Основний виробник ізраїльських мінометів, випускає 60-, 81-, 120- і 160-мм міномети. Виробляє великокаліберні артилерійські гармати і самохідні артилерійські установки. Займається модернізацією артилерійських систем, бере участь у програмах з переозброєння по всьому світу. Поставляє зі своїх заводів широкий спектр боєприпасів до них.
До 2001 року випускала кухонне приладдя зокрема посуд, на ізраїльському ринку, та не витримавши конкуренцію в цьому сегменті з боку турецьких і китайських експортерів, виробництво закрило.